# Dola Banerjee
Dola Banerjee (Barangar (bij Calcutta), 2 juni 1980) is een Indiaas boogschutter.
Banerjee was negen jaar toen ze lid werd van een lokale boogschietvereniging, ze schiet met een recurveboog. Ze deed in 1996 voor het eerst mee aan een internationale wedstrijd, tijdens de wereldkampioenschappen voor de jeugd in San Diego.
Ze kwam uit voor India op de Olympische Spelen in 2004 en 2008, maar viel beide keren buiten de prijzen.
Banerjee was in 2005 de eerste vrouw die van de Indiase regering een Arjuna Award kreeg toegekend. Ze behaalde in juli 2005 haar hoogste plaats (vijfde) op de FITA-wereldranglijst. Haar broer Rahul is ook boogschutter.

## Palmares
| 2006 4e Aziatische Spelen 2007 World Cup, stage 4 (individueel) World Cup, stage 4 (team) World Cup, finale (individueel) | 2009 World Cup, stage 1 (individueel) World Cup, stage 3 (individueel) |